# تايلر لايتون
تايلر لايتون (بالإنجليزية: Tyler Layton)‏ هي ممثلة أمريكية، ولدت في 6 مايو 1968 في برمنغهام في الولايات المتحدة.

## وصلات خارجية
- تايلر لايتون على موقع IMDb (الإنجليزية)
- تايلر لايتون على موقع قاعدة بيانات الفيلم (الإنجليزية)